# Supercoupe du Bénin de football
La Supercoupe du Bénin de football est une compétition de football opposant le champion du Bénin au vainqueur de la coupe du Bénin. 

## Palmarès
| Année | Vainqueur              | Résultat         | Finaliste                        |
| ----- | ---------------------- | ---------------- | -------------------------------- |
| 2002  | Jeunesse Sportive Pobè | 2-2 puis 2-0     | Dragons de l'Ouémé               |
| 2003  | Mogas 90 FC            | 0-0 a.p. 5-4 tab | Dragons de l'Ouémé               |
| 2006  | Mogas 90 FC            | 3-2              | Dragons de l'Ouémé               |
| 2007  | AS Tonnerre de Bohicon | 3-2              | Université Nationale du Bénin FC |
| 2014  | AS Police              | 2-0              | Buffles du Borgou FC             |
| 2019  | Buffles du Borgou FC   | 0-0 3-2 tab      | ESAE FC                          |
| 2020  | ESAE FC                | 3-0              | Buffles du Borgou FC             |